# SN 1940E
SN 1940E – supernowa typu I odkryta 22 listopada 1940 roku w galaktyce NGC 253. Jej maksymalna jasność wynosiła 14,30m.